# استفان وین
استفان وین (انگلیسی: Stephan Veen؛ زادهٔ ۲۷ ژوئیه ۱۹۷۰) ورزشکار هاکی روی چمن اهل هلند بود.
وی در مسابقات کشوری و بین‌المللی در مجموع برندهٔ ۵ مدال طلا، ۱ مدال برنز شده‌است.